# Bundeskanzler (Schweiz)
Der Bundeskanzler ist der Kanzler der Schweizerischen Eidgenossenschaft und leitet die Bundeskanzlei. Der Bundeskanzler ist der Stabschef der Regierung (Bundesrat) und übernimmt für diese verschiedene Aufgaben. Anders als in den Nachbarländern Deutschland und Österreich ist der Bundeskanzler in der Schweiz nicht der Regierungschef – eine Funktion, die es im politischen System der Schweiz nicht gibt bzw. vom Bundesrat als Kollegium wahrgenommen wird. Der amtierende Bundeskanzler ist seit dem 1. Januar 2024 Viktor Rossi.
Dem Bundeskanzler stehen zwei Vizekanzler zur Seite, wobei einer der beiden Vizekanzler zugleich die Funktion des Bundesratssprechers ausübt.

## Wahl
Der Bundeskanzler wird durch die Vereinigte Bundesversammlung (Parlament) jeweils für die Dauer von vier Jahren gewählt. Die Wahl erfolgt jeweils am selben Tag wie die Gesamterneuerungswahl des Bundesrates, wobei es bei einem vorzeitigen Rücktritt auch in der Zwischenzeit zu einer Neuwahl kommen kann. Stellt sich ein amtierender Bundeskanzler zur Wiederwahl, wird er üblicherweise wiedergewählt – zu einer Abwahl (wie die Nichtwiederwahl umgangssprachlich genannt wird) ist es in der Geschichte des Bundesstaates bislang nicht gekommen.
Der Bundeskanzler ist, wie die Bundesräte, eine sogenannte Magistratsperson und ist damit, anders als etwa die Vizekanzler, die Staatssekretäre oder die Direktoren der Bundesämter, kein Bundesangestellter.
Die Vizekanzler werden nicht durch das Parlament gewählt, sondern durch den Bundesrat ernannt.

## Funktion und Kompetenz
Der Bundeskanzler nimmt in seiner Funktion zusammen mit den beiden Vizekanzlern an den wöchentlichen Sitzungen des Bundesrates, der Schweizer Landesregierung, teil. Er hat dabei eine beratende Stimme und kann Anträge stellen. Der Bundeskanzler gilt als Stabschef der Regierung und wird aufgrund seiner bedeutenden Stellung umgangssprachlich zuweilen als «achter Bundesrat» (der Bundesrat besteht aus sieben Mitgliedern) bezeichnet.
In der schweizerischen Konkordanzdemokratie, in der seit den 1940er Jahren in der Regel alle grossen Parteien in der Regierung vertreten sind, nimmt der Bundeskanzler eine überparteiliche Funktion wahr. Die Bundeskanzler sind zwar Mitglieder einer politischen Partei, haben aber vor ihrer Wahl üblicherweise keine wichtigen parteipolitischen Funktionen ausgeübt (auch nicht als Mitglieder des eidgenössischen Parlaments), sondern waren als Chefbeamte in der Bundesverwaltung tätig.
Der Bundeskanzler unterstützt den Bundesrat und insbesondere den amtierenden Bundespräsidenten in der täglichen Arbeit. Die beiden Vizekanzler unterstützen den Kanzler bei dessen Arbeit, planen die Geschäfte des Bundesrates mit, nehmen an den Bundesratssitzungen teil und führen gemeinsam mit dem Kanzler die Bundeskanzlei.
Die Besoldung des Bundeskanzlers ist in der Verordnung der Bundesversammlung über Besoldung und berufliche Vorsorge der Magistratspersonen mit 81,6 Prozent der Besoldung eines Mitgliedes des Bundesrates festgelegt und wird an die Teuerung angepasst. Dies entspricht gegenwärtig rund 360'000 Franken.
In der offiziellen protokollarischen Rangfolge der Schweiz steht der Bundeskanzler an der vierten Stelle. Ihm gehen der Gesamtbundesrat (in der Rangfolge Bundespräsident, Vizepräsident des Bundesrates, übrige Mitglieder des Bundesrates sowie – gleichrangig mit dem Bundesrat, jedoch diesem nachgehend – der General der Schweizer Armee), der Nationalratspräsident sowie der Ständesratspräsident vor.

## Geschichte
Der Bundeskanzler ist die älteste, heute noch bestehende Institution der Schweizerischen Eidgenossenschaft. Bereits 1803 beschloss die Tagsatzung, einen Eidgenössischen Kanzler einzusetzen, der mit der Gründung des Bundesstaates von 1848 zum Bundeskanzler wurde. Dem Kanzler zur Seite stand von Anfang an der Eidgenössische Staatsschreiber (seit 1852 Vizekanzler). Seit 1896 gibt es zudem einen zweiten Vizekanzler.

## Amtsinhaber
| Jahre     | Bundeskanzler                       | Partei        | Kanton                 |
| --------- | ----------------------------------- | ------------- | ---------------------- |
| 1803–1830 | Jean-Marc Mousson                   | parteilos     | Waadt                  |
| 1831–1847 | Josef Franz Karl Amrhyn             | Liberale      | Luzern                 |
| 1847–1848 | Albrecht Weyermann (interimistisch) | Liberale      | Bern                   |
| 1848–1881 | Johann Ulrich Schiess               | Liberale      | Appenzell Ausserrhoden |
| 1882–1909 | Gottlieb Ringier                    | FDP           | Aargau                 |
| 1910–1918 | Hans Schatzmann                     | FDP           | Aargau                 |
| 1919–1925 | Adolf von Steiger                   | FDP           | Bern                   |
| 1925–1934 | Robert Käslin                       | FDP           | Nidwalden              |
| 1934–1943 | George Bovet                        | FDP           | Neuenburg              |
| 1944–1951 | Oskar Leimgruber                    | KVP           | Freiburg               |
| 1951–1967 | Charles Oser                        | FDP           | Basel-Stadt            |
| 1968–1981 | Karl Huber                          | CVP           | St. Gallen             |
| 1981–1991 | Walter Buser                        | SP            | Solothurn              |
| 1991–1999 | François Couchepin                  | FDP           | Wallis                 |
| 2000–2007 | Annemarie Huber-Hotz                | FDP           | Zug                    |
| 2008–2015 | Corina Casanova                     | CVP           | Graubünden             |
| 2016–2023 | Walter Thurnherr                    | CVP/Die Mitte | Aargau                 |
| 2024–     | Viktor Rossi                        | GLP           | Bern                   |

## Vizekanzler
Der Bundeskanzler wird durch zwei Vizekanzler unterstützt, die mehrere Abteilungen der Bundeskanzlei leiten. Von 1848 bis 1896 gab es einen Vizekanzler, seither sind es stets zwei.
| Jahre     | Vizekanzler             | Partei    | Kanton      |
| --------- | ----------------------- | --------- | ----------- |
| 1848–1851 | Nikolaus von Moos       | Liberale  | Obwalden    |
| 1852–1872 | Johann Jakob Kern       | Liberale  | Zürich      |
| 1873–1878 | Johann Luzius Lüscher   | ?         | ?           |
| 1879–1881 | Wilhelm Gisi            | Liberale  | Solothurn   |
| 1881–1909 | Hans Schatzmann         | FDP       | Aargau      |
| 1896–1902 | Georges Wagnière        | ?         | Waadt       |
| 1903–1910 | Charles-Joseph Gigandet | ?         | Bern        |
| 1910–1918 | Heinrich David          | FDP       | Basel-Stadt |
| 1918      | Adolf von Steiger       | FDP       | Bern        |
| 1919–1925 | Robert Käslin           | FDP       | Nidwalden   |
| 1919–1927 | Antoine Contat          | FDP       | Wallis      |
| 1926–1943 | Oskar Leimgruber        | KVP       | Freiburg    |
| 1927–1934 | George Bovet            | FDP       | Neuenburg   |
| 1944–1951 | Charles Oser            | FDP       | Basel-Stadt |
| 1946–1967 | Felix Weber             | FDP       | Glarus      |
| 1968–1980 | Jean-Marc Sauvant       | FDP       | Neuenburg   |
| 1968–1981 | Walter Buser            | SP        | Solothurn   |
| 1981–1991 | François Couchepin      | FDP       | Wallis      |
| 1981–2005 | Achille Casanova        | CVP       | Tessin      |
| 1991–2005 | Hanna Muralt Müller     | SP        | Bern        |
| 2005–2009 | Oswald Sigg             | SP        | Zürich      |
| 2005–2007 | Corina Casanova         | CVP       | Graubünden  |
| 2008–2016 | Thomas Helbling         | FDP       | Bern        |
| 2009–2024 | André Simonazzi         | SP        | Wallis      |
| 2016–2019 | Jörg De Bernardi        | SP        | Tessin      |
| 2019–2023 | Viktor Rossi            | GLP       | Bern        |
| 2024–     | Rachel Salzmann         | Mitte     | Wallis      |
| 2024–2025 | Andrea Arcidiacono      | parteilos | Tessin      |